# Шліц кріпильного виробу

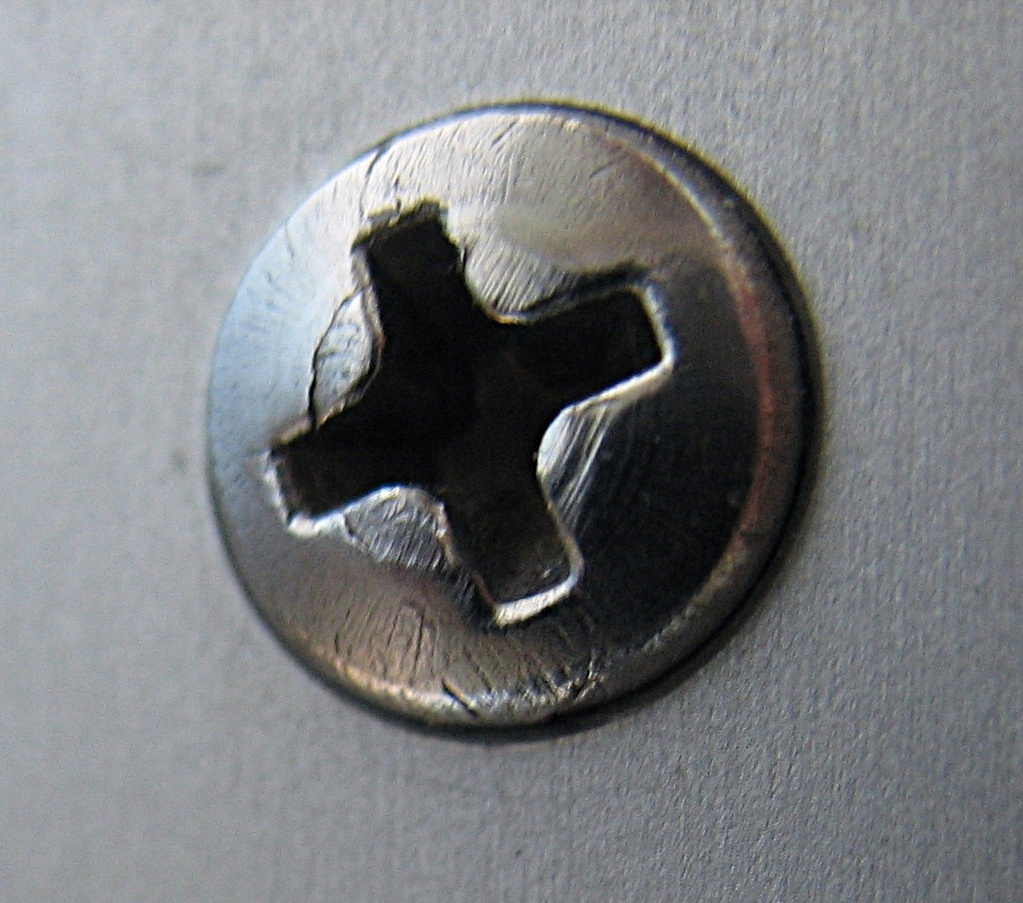
Хрестоподібний шліц Філіпс

Шліц кріпильного виробу — поглиблення в голівці різьбових кріпильних виробів, для передачі цьому виробу крутного моменту від інструмента (викрутки або охоплювального ключа). Має багато різновидів.

## Види шліців
| Прямий (плоский) шліц | Хрестоподібний шліц Phillips (PH) | Хрестоподібний шліц Pozidriv (PZ)        | Квадратна головка      | Квадратний шліц     |
| Шестигранна головка   | Шестигранний шліц (hex)           | Захищений шестигранний шліц (pin-in-hex) | Шліц Torx (T, TX)      | Захищений Torx (TR) |
| Шліц Tri-Wing         | Шліц Torq-set                     | Головка під штирковий ключ (snake-eye)   | Шліц Triple square XZN | Шліц Polydrive      |
| Шліц One-way          | Зірчастий 12-гранник              | Зірчастий восьмигранник                  | Бристольський шліц     | Шліц Pentalobular   |